# Erich Schatzki
Erich Schatzki (Klafeld, 23 gennaio 1898 – Palo Alto, 28 agosto 1991) è stato un ingegnere tedesco, che progettò numerosi tipi di aeromobili, tra i quali ricordiamo: Fokker D.XXI, Fokker G.I, Koolhoven F.K.58.

## Biografia

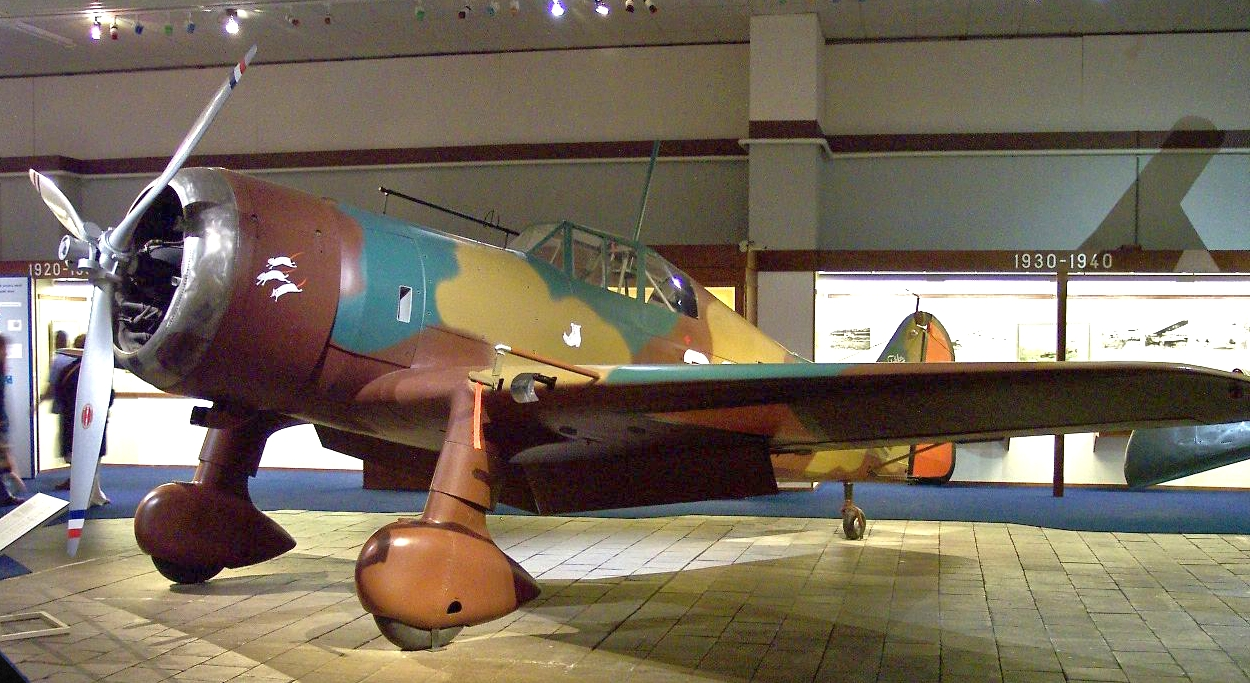
Fokker D.XXI esposto presso il Museo di Soesterberg.

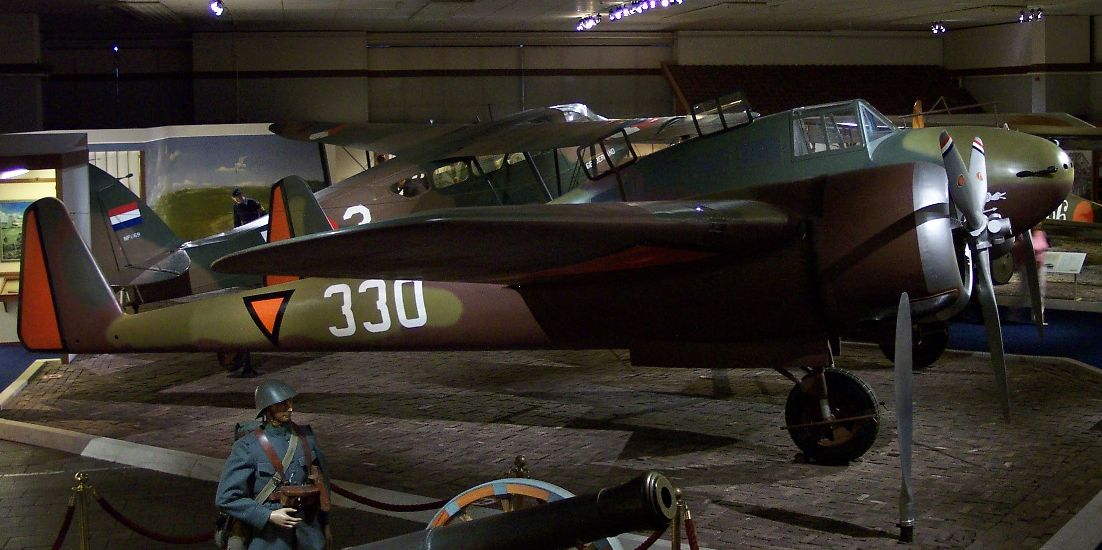
Replica del Fokker G.IA esposto presso il Museo di Soesterberg.

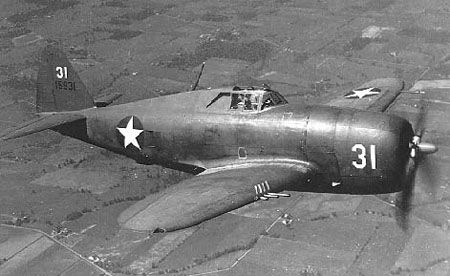
Un caccia P-47B dell'USAAF fotografato in volo.

Nacque a Klafeld il 23 gennaio 1898, figlio dell'ingegnere Ferdinand Schatzki (1857-1910), che lavorava presso la Siegener Verzinkerei AG di Klafeld-Geisweid, e di sua moglie Beate Stern, originaria di Schmallenberg. Qualche tempo dopo la sua nascita la sua famiglia si trasferì nella vicina Weidenau, dove frequentò il Siegen Gymnasium. Durante la prima guerra mondiale prestò servizio nell'esercito come soldato, ed alla fine del conflitto completò gli studi tecnici ad Hannover e a Darmstadt, conseguendo la laurea in ingegneria. Mentre si trovava presso la Scuola tecnica di Darmstadt entrò in un gruppo aeronautico che costruì alcuni tipi di alianti.
Nel 1924 andò a lavorare per la Junkers come specialista di aerodinamica, e dopo aver conseguito il brevetto di pilota si trasferì nel 1926 alla compagnia di trasporto aereo Lufthansa in qualità di collaudatore e pilota sulla linea Jena-Halle-Plauen, volando sui trimotori da trasporto Junkers G 23. Nominato direttore tecnico della compagnia nel 1929, insieme al direttore generale Erhard Milch diede forte impulso all'utilizzo dei velivoli nella compagnia aerea, e curò lo sviluppo dei nuovi aerei da trasporto, il monomotore Junkers Ju 52/1m e successivamente la sua versione trimotore, lo Junkers Ju 52/3m. Nel corso del 1929 completò il suo dottorato presso l'Università tecnica di Berlino con la tesi Motorschonung durch Drosselung. 
Poco dopo la conquista del potere da parte del Partito Nazionalsocialista Tedesco dei Lavoratori, avvenuto il 30 gennaio 1933, a causa delle sue origini ebraiche fu subito soggetto a discriminazione da parte dell'azienda Deciso a lasciare la Germania, chiese, ed ottenne, un biglietto per la Palestina, attratto dal nascente sionismo ma non vi riuscì Nel maggio 1933 si recò negli Stati Uniti d'America per conto della compagnia Swissair per seguire gli sviluppi della moderna costruzione di velivoli e facilitare l'acquisto di macchinari. Durante il soggiorno di un anno, lavorò similmente per il Reichsluftfahrtministerium, curando l'acquisizione di tre aerei Model 247 della Boeing, comprati dalla Lufthansa a fini di studio.
La speranza di trovare stabile l'occupazione nel mondo dell'aviazione americana svanì rapidamente, e così, il 1º aprile 1934, dopo un fortuito incontro a Seattle con Anthony Fokker, assunse la carica di capo progettista presso l'industria aeronautica olandese Fokker di Amsterdam, rimpiazzando F. Hentzen Lasciato Berlino con la propria famiglia si trasferì nei Paesi Bassi, lavorando dapprima alla Fokker, dove fu responsabile dei progetti dei caccia D.XXI e G.I, e poi presso la NV Koolhoven Vliegtuigen dove curò lo sviluppo del moderno caccia F.K.58.
Dopo l'attacco tedesco a ovest del 10 giugno 1940, che coinvolse contemporaneamente Belgio, Francia e Paesi Bassi, lo stabilimento di Waalhaven fu distrutto dai bombardamenti tedeschi ed allora prese a lavorare nel settore delle macchine per l'industria del tabacco. Fu il direttore della Lufthansa, Carl August von Gablenz, che andò a trovarlo a casa all'inizio del 1941, ad avvertirlo del grande pericolo rappresentato dall'inizio della persecuzione degli ebrei. 
Nel giugno 1941 fuggì con la famiglia, e via Francia e Spagna, raggiunse gli Stati Uniti d'America dove nel 1943 trovò lavoro presso la Republic Aviation Company divenendo uno dei responsabili del progetto del caccia P-47 Thunderbolt. Anche i suoi fratelli sopravvissero all'olocausto emigrando per tempo.
Negli anni 1949-1950 lavorò brevemente in Israele, tornando poi negli USA dove lasciò definitivamente il lavoro alla Repubblic nel 1953. Ritornò in Israele nel 1958 per lavorare presso la Israel Aircraft Industries, dove rimase fino al 1962. Ritornato negli USA lavorò come consulente e ingegnere disegnatore, e dal 1970 ripartì per Israele andando a lavorare per la compagnia aerea El Al. Nel 1977 ripartì per gli Stati Uniti, stabilendosi in California dove fu nominato professore aggiunto presso la Stanford University.
Ritiratosi a vita privata si spense a Palo Alto, California, il 28 agosto 1991.
Dal primo matrimonio con Bertha Schatzki, morta nel 1969, ebbe un figlio, Thomas, e una figlia, Karin. In un secondo tempo si sposò con l'artista Hedda Oppenheim. Nel settembre 1996, presso la sede della Lufthansa ad Hamburg-Fuhlsbüttel gli fu intitolata una via, la "Erich-Schatzki-Weg" che venne visitata dal figlio Thomas nel 2011.

## Progetti
- Darmstadt D-2 Pumpelmeise (aliante)
- Darmstadt D-7 Margarete (aliante)
- Darmstadt D-12 Roemrijke Berge (aliante)
- Fokker D.XXIX[10]
- Fokker D.XXI
- Fokker G.I
- Koolhoven F.K.58

### Annotazioni
1. ↑  La coppia ebbe cinque figli: Erich, il produttore tessile Herbert Schatzki, il libraio e antiquario Walter Schatzki, il radiologo Richard Schatzki (1901-1992) e il medico Paul Schatzki.
2. ↑  Erhard Milch arrivò a definire il Dr. Schatzki come Il genio tecnico della Lufthansa (das technische Genie der Lufthansa).
3. ↑  La famiglia visse fino al 1934 in un appartamento sito in Hohenzollerndamm 142 a Berlino-Wilmersdorf.
4. ↑  In quell'anno suo figlio visitò la sede della Lufthansa ed ebbe alcuni colloqui con i dipendenti anziani della compagnia.

### Fonti
1. 1 2  Tetzlaff 1982, p. 293.
2. 1 2  Gedenkstaetten.
3. 1 2 3 4 5 6  Venn 2013, pp. 40-41.
4. 1 2 3 4 5 6 7 8 9  De Jong 2005, p. 7.
5. ↑  (DE) Erich Schatzki, Motorschonung durch Drosseln, in Katalog der Deutschen Nationalbibliothek, Deutsche Nationalbibliothek, 1929. URL consultato il 15 gennaio 2013.
6. 1 2 3 4 5 6 7 8 9  De Jong 2005, p. 8.
7. ↑  De Jong 2005, p. 14.
8. ↑  Erich Schatzki, 93, A Designer of Aircraft, New York Times, New York, august 1991, pag.25.
9. 1 2  (DE) Karl Morgenstern, Erinnerung an einen Luftfahrtpionier, in Die Welt, Axel Springer AG, 20 agosto 2011. URL consultato il 14 gennaio 2013.
10. ↑  De Jong 2005, p. 13.

### Periodici
- (DE) Astrid Venn, Erich Schatzki. Technischer Leiter der Luft Hansa und Flugzeugkonstrukteur, in Deutsches Technikmuseum Berlin, n. 1, Berlin, Deutschen Technikmuseums Berlin, gennaio 2013,  pp. 40-41, ISSN 1869-1358 (WC · ACNP).
- (EN) Erich Schatzki, 93, A Designer of Aircraft, in New York Times, New York, august 1991,  p. 25.